# Cheshmeh Gach
Cheshmeh Gach (persiska: کمره, چشمه گچ) är en ort i Iran.   Den ligger i provinsen Kermanshah, i den västra delen av landet, 400 km väster om huvudstaden Teheran. Cheshmeh Gach ligger 1 651 meter över havet och antalet invånare är 596.
Terrängen runt Cheshmeh Gach är lite kuperad.Runt Cheshmeh Gach är det ganska tätbefolkat, med 185 invånare per kvadratkilometer. Närmaste större samhälle är Toveh Sorkhak-e Soflá, 16,2 km väster om Cheshmeh Gach. Omgivningarna runt Cheshmeh Gach är i huvudsak ett öppet busklandskap.